# Merefa
Merefa (en ucraniano: Мeрeфa; en ruso: Мерефа) es una ciudad ucraniana perteneciente al óblast de Járkov. Situada en el noreste del país, es parte del raión de Járkov y centro del municipio (hromada) homónimo.

## Toponimia
En los mapas soviéticos, el lugar era conocido como Merejva (en ucraniano: Мерехва) de 1925 a 1939.

## Geografía
Merefa se encuentra a orillas del río Merefa, 22 km al suroeste de Járkov. 

## Historia
Según una versión, el pueblo fue fundado en 1595 por cosacos de las orillas del Dniéper como jútor, que más tarde se convirtió en un importante slobodá. Según la Historia de ciudades y pueblos de RSSU, Merefa fue fundada en 1645. Merefa fue objeto de numerosos ataques tártaros, como en 1668, 1675, 1688, 1693, 1694 y 1711.
Durante la época zarista, Merefa era un asentamiento dentro de la gobernación de Járkov del Imperio ruso. La oficina de correos y el ferrocarril se instalaron en la década de 1860. La fábrica de vidrio fue comprada en 1911 por un industrial belga que instaló el primer estadio de fútbol de la región (posteriormente se construyó allí el estadio Avantgard). 
El poder soviético se instaló allí en diciembre de 1917 al comienzo de la guerra civil rusa. La ciudad fue ocupada por tropas austrohúngaras y alemanas en abril de 1918, parte del Hetmanato ucraniano de mayo a diciembre de 1918. En el verano de 1918 se produjeron allí disturbios antialemanes iniciados por los trabajadores ferroviarios locales. El Ejército Blanco de Denikin ocupó el pueblo desde junio de 1919 y luego, en diciembre de 1919, el Ejército Rojo tomó el poder.
En 1938 se le concedieron los derechos de ciudad.
Durante la Segunda Guerra Mundial, Merefa estuvo ocupada por la Wehrmacht desde octubre de 1941 hasta el 5 de septiembre de 1943. En mayo de 1942, cerca de Merefa tuvo lugar la Segunda batalla de Járkov, una de las últimas batallas de cerco victoriosas de la Wehrmacht. 
En 1952, se puso en marcha un tren eléctrico desde Merefa a Járkov. En la década de 1970, el Instituto de Mejoramiento del Melón de la Academia de Ciencias de la URSS fue trasladado de Járkov a Merefa.  
Tras la invasión rusa de Ucrania,  Merefa ha sufrido numerosos bombardeos: el 17 de marzo de 2022, 15 personas fallecieron y 25 resultaron heridas tras la destrucción de un instituto y una casa de la cultura.

## Demografía
La evolución de la población de Merefa entre 1864 y 2022 fue la siguiente:
| 7814                                                          | 11 675 | 22 616 | 26 307 | 29 985 | 29 034 | 28 952 | 25 018 | 23 034 | 22 365 | 22 280 | 21 901 | 21 202 |
| (Fuente: Cities & Towns of Ukraine y UKRAINE: Größere Städte) |        |        |        |        |        |        |        |        |        |        |        |        |

Según el censo de 2001, el 85,20% de la población son ucranianos y el 12,65% son rusos. En cuanto al idioma, la lengua materna de la mayoría de los habitantes, el 78,22%, es el ucraniano; y del 20,96% es el ruso.

## Economía
La ciudad cuenta con una estación de tren y industria del vidrio.

## Infraestructura

### Transporte
Merefa se encuentra en la carretera nacional M-18, un tramo de la ruta europea E105.

## Cultura

### Deporte
En 1992-1996, el club de fútbol Avangard Merefa jugó en el campeonato nacional de Ucrania (tercera y segunda división en 1996/97) como equipo que ganó el campeonato de fútbol del óblast de Járkov (cuatro veces seguidas) y ganó premios en torneos de transición.

## Personas notables
- Raísa Obodovskaya (1946-2012): deportista soviética que compitió en ciclismo en pista, especialista en persecución individual y ruta.

## Galería

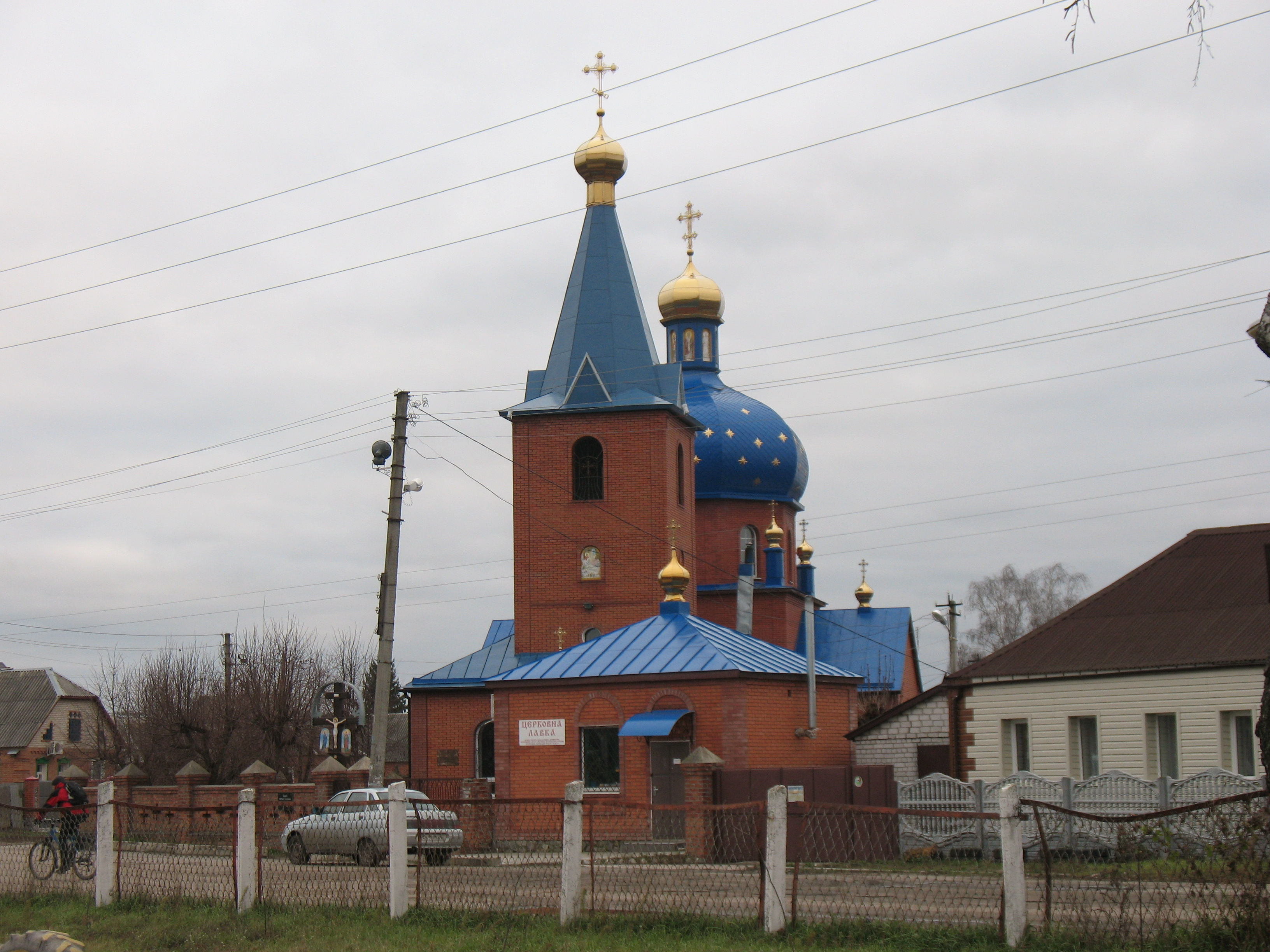
Iglesia de la Natividad en Merefa
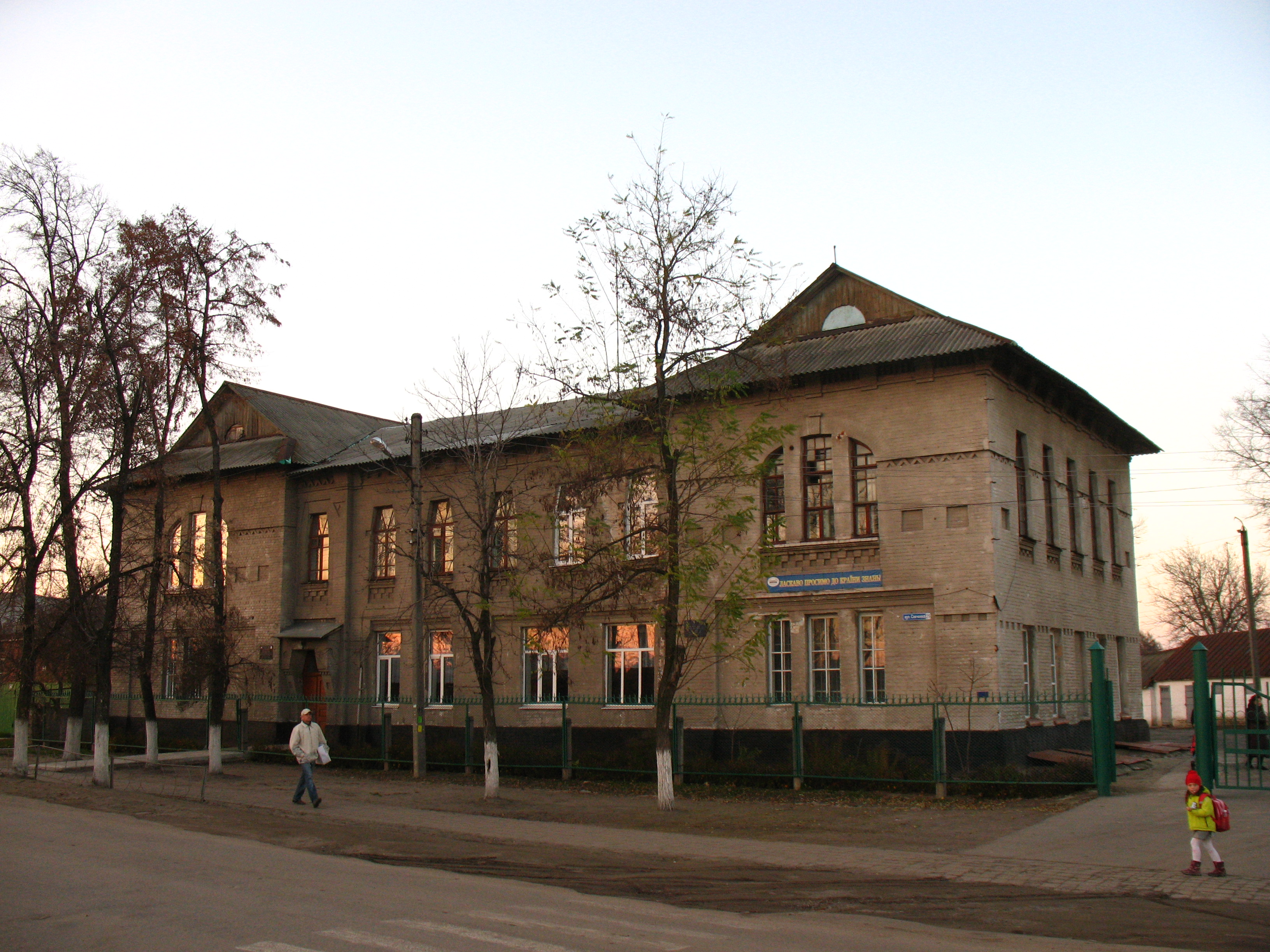
Fachada de un colegio en Merefa
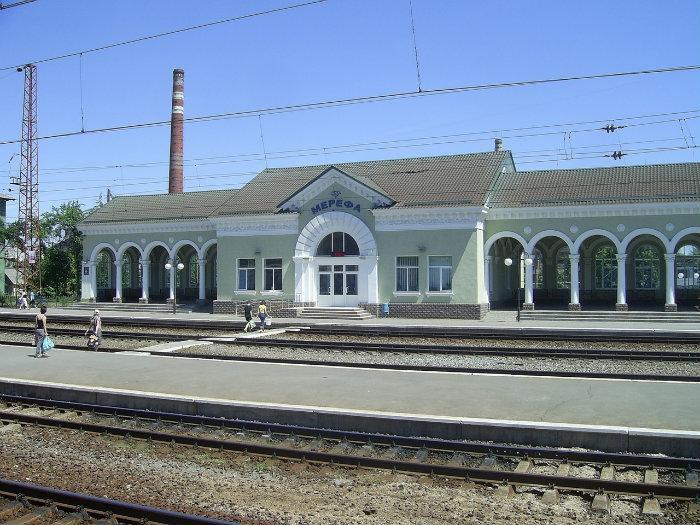
Estación de Merefa